# Estación Exposiciones (Metro de Medellín)
La Estación Exposiciones es la decimotercera estación del Metro de Medellín de norte a sur que presta su servicio a la Línea A del Metro de Medellín.
La estación se encuentra en el centro sur del municipio de Medellín, específicamente sobre el curce de la Carrera Bolívar con la Avenida 33 y debe su nombre a la cercanía con el Centro de Exposiciones de Medellín y se encuentra cerca de la Parroquia de Nuestra Señora del Perpetuo Socorro y es la primera en la línea (de sur a norte) que no se encuentra junto al río Medellín.
De la estación parten rutas de autobuses y microbuses hacia el sur del Oriente antioqueño como los municipios de El Retiro, La Ceja y La Unión, así como recientemente autobuses que se dirigen al Aeropuerto José María Córdova utilizando como medio de pago la tarjeta Cívica. De la misma manera algunas rutas llevan a la Terminal Sur de Transporte Intermunicipal de donde salen líneas hacia el sur del departamento y del país, como a las ciudades de Armenia, Manizales, Pereira, Cali, Popayán y Pasto.

## Diagrama de la estación
| NIVEL 2 |                                                       |           |                  |
|         | Plataforma lateral, las puertas se abren a la derecha |           |                  |
| Norte   | ← hacia Estación Alpujarra (Estación Niquía)          | Sur       |                  |
| Norte   | → hacia Estación Industriales (Estación La Estrella)  | Sur       |                  |
|         | Plataforma lateral, las puertas se abren a la derecha |           |                  |
|         |                                                       |           |                  |
|         |                                                       | Entrepiso |                  |
| SUELO   | Salida / Entrada                                      |           | Salida / Entrada |

## Horario
| Horarios de estación                  | Lunes a viernes | Sábado | Domingo y festivos |
| ------------------------------------- | --------------- | ------ | ------------------ |
| Primer tren con dirección Niquía      | 04:34           | 04:34  | 05:04              |
| Primer tren con dirección La Estrella | 04:31           | 04:31  | 05:01              |
| Último tren con dirección Niquía      | 23:00           | 23:00  | 22:17              |
| Último tren con dirección La Estrella | 23:03           | 23:03  | 22:22              |

## Ruta integrada
| RUTA                    | NOMBRE                   | DESTINO |
| ----------------------- | ------------------------ | --- |
| C6-004                  | Milagrosa - Exposiciones | |
| Circular Coonatra 301   |                          | Av. 33, Unicentro, Parque de Belén, CC Los Molinos, Universidad de Medellín, Av. 80, Santa Gema, Exito Laureles, etc. |
| Circular Coonatra 300   |                          | Bomba de Sandiego, El Palo, El Centro, Parque del Periodista, Prado, Hospital, Av. Colombia, etc.                     |
| Aeropuerto JMC          | Combuses Aeropuerto      | Aeropuerto José María Córdova                                                                                         |
| Transunidos             | La Ceja-Medellín         | La Ceja |
| Transunidos             | Medellín - La Union      | La Union |
| Sotra Retiro            | Medellín - El Retiro     | El Retiro |
| Transportes Chachafruto | Medellín - Rionegro      | Rionegro |

## Zonas de interés
- Centro Comercial Sandiego
- Cerro Nutibara
- Hospital General de Medellín
- Plaza Mayor
- Teatro Metropolitano José Gutiérrez Gómez